# Бранденбург Микола Юхимович
Микола Юхимович Бранденбург (рос. Николай Ефимович Бранденбург, *8 (20) серпня 1839, м. Санкт-Петербург — †31 серпня (13 вересня) 1903, Санкт-Петербург) — російський археолог і військовий історик, музейний працівник, генерал-лейтенант з 1896 р.. Учасник російсько-турецької війни 1877—1878. Член Імператорського Російського археологічного товариства.

## Біографія
Закінчивши 5-у загальноосвітню гімназію, 30 червня 1857 року став кадетом Костянтинівського кадетського корпусу в Санкт-Петербурзі . Знання його виявилися настільки ґрунтовні, що його зарахували відразу в 3-й випускний клас. Неабиякі здібності, підкріплені великою працьовитістю, відразу поставили кадета Бранденбурга в число найкращих вихованців. 22 травня 1858 йому видали свідоцтво «За відмінні успіхи в науках і постійне старанність» і нагородили творами Лермонтова в двох томах. Тиждень потому був проведений в унтер-офіцери.
По закінченні курсу наук Микола Бранденбург 30 червня 1858 був випущений поручиком в Кексгольмський імператора Австрійського гренадерський полк із занесенням у книгу відмінних вихованців.
Через два роки після випуску був переведений за власним проханням у 21-у артилерійську бригаду, а ще через рік — в 2-у лейб-гвардії артилерійську бригаду. У цьому ж році, продовжуючи службу, поступив вільним слухачем в Імператорський Санкт-Петербурзький університет на факультет сходознавства.
У 1863 році Микола Бранденбург стає командиром 4-й батарейною роти лейб-гвардії 2-ї артилерійської бригади.
У 1866 році удостоюється своєї першої нагороди — ордена святого Станіслава 3-го ступеня.
Призначений завідувачем Артилерійським історичним музеєм у Петербурзі (1872), Бранденбург обіймав цю посаду до самої смерті. Складений ним каталог музею з'явився спробою наукової розробки історії російської артилерії.
У 1886 році М. Є. Бранденбург став генерал-майором.
У 1902 році у зв'язку з підготовкою до 100-річчя Вітчизняної війни 1812 року піднято питання про створення музею, який включав би в себе пам'ятки всіх воєн, що вела Росія. З метою вивчення досвіду роботи військово-історичних музеїв за кордоном Микола Бранденбург відряджений в поїздку по містах Європи. За три місяці він об'їхав 14 міст і вивчив роботу 20 музеїв, працюючи в напруженому ритмі.
Ця робота підірвала його здоров'я. Після нападу в Іспанії, М. Є. Бранденбурга привезли на батьківщину у важкому стані, і 31 серпня 1903 року він помер. Похований у Петербурзі на Нікольському цвинтарі Олександро-Невської лаври

## Наукова діяльність
Виходячи у своїх вишукуваннях з військово-археологічного матеріалу, Бранденбург наприкінці 1870-х років зайнявся і питаннями загальної археології. Першою великою роботою його в цьому напрямку було вивчення курганів Петербурзької і Новгородської губерній, розташованих по річках Волхову, Паші, Сясі і Воронег. 179 розкопаних поховальних насипів, які виявили фінську культуру X—XII століть, дали йому матеріал для дослідження «Кургани Південного Приладожжя». Наступною великою роботою Бранденбурга були розкопки і вивчення руїн Старо-Ладозької фортеці. Результатом їх стала праця «Стара Ладога». У 1889—1892 роках їм були обстежені місця битв при Ведроші, Мстиславлі, Раковорі, Калці, на річках Пищалі і Каялі. Розкопкам кочівницьких курганів присвячені були останні роки життя Бранденбурга. З цих розкопок привезено в артилерійський музей єдине досі в музеях поховання кочівника з конем із с. Таганча Канівського району Черкаської області. Речі з розкопок Бранденбурга зберігаються в музеях артилерійському, історичному в Москві і Київському археологічному. Вивчення Бранденбургом слов'янських курганів Петербурзької і Новгородської губерній, а також скіфських та кочівницьких на території України мало велике значення для російської та української археології.

## Праці
- (рос.)«Приказ артиллерии» 1701—1729 гг. (СПб., 1876 г.);
- (рос.)«Исторический каталог Артиллерийского музея» (СПб., 1877—1883 гг.);
- (рос.)«Курганы Южного Приладожья» (в «Материалах по археологии России» № 18, СПб., 1895 г.);
- (рос.)«Старая Ладога» (СПб., 1896 г.);
- (рос.)«Путеводитель по Артиллерийскому музею» ч. I. Отдел доисторический (СПб., 1902 г.);
- (рос.)«К вопросу о каменных бабах» — в «Трудах VIII археологического съезда», т. III;
- (рос.)«Журнал раскопок Н. Е. Б.», 1888—1902 гг. (СПб., 1908 г.).